# McGregor (Iowa)
McGregor és una població dels Estats Units a l'estat d'Iowa. Segons el cens del 2000 tenia 871 habitants.

## Demografia
Segons el cens del 2000, McGregor tenia 871 habitants, 382 habitatges, i 205 famílies. La densitat de població era de 256,7 habitants/km².
Dels 382 habitatges en un 23,3% hi vivien nens de menys de 18 anys, en un 40,1% hi vivien parelles casades, en un 10,2% dones solteres, i en un 46,1% no eren unitats familiars. En el 38,7% dels habitatges hi vivien persones soles el 16,5% de les quals corresponia a persones de 65 anys o més que vivien soles. El nombre mitjà de persones vivint en cada habitatge era de 2,12 i el nombre mitjà de persones que vivien en cada família era de 2,83.
Per edats la població es repartia de la següent manera: un 19,1% tenia menys de 18 anys, un 7,5% entre 18 i 24, un 24,3% entre 25 i 44, un 24% de 45 a 60 i un 25,1% 65 anys o més.
L'edat mediana era de 44 anys. Per cada 100 dones de 18 o més anys hi havia 87 homes.
La renda mediana per habitatge era de 30.163 $ i la renda mediana per família de 37.969 $. Els homes tenien una renda mediana de 27.212 $ mentre que les dones 17.344 $. La renda per capita de la població era de 15.636 $. Entorn del 7,9% de les famílies i el 9,9% de la població estaven per davall del llindar de pobresa.

## Poblacions més properes
El següent diagrama mostra les poblacions més properes.